# Union Pacific, Denver and Gulf Railway
Die Union Pacific, Denver and Gulf Railway war eine Tochtergesellschaft der Union Pacific Railroad. Sie ging 1890 aus der Fusion der Colorado Central Railroad und anderen Tochtergesellschaften der Union Pacific hervor und betrieb eine Strecke von Denver über Cheyenne (Wyoming) nach Wendover und eine von Denver nach Golden sowie eine Schmalspurstrecke (914 mm) von Golden dem Clear Creek entlang (Zufluss zum South Platte River) nach Central City und Silver Plume (Colorado).
Die Gründung des Unternehmens ergab sich aus dem Wunsch des Präsidenten der Union Pacific, Charles Francis Adams, Jr., in der Region Texas Panhandle tätig zu werden, wodurch Union Pacific die Kontrolle über die Güterschifffahrt von den Seehäfen des Golfs von Mexiko in den Norden erlangen würde. Im Mai 1889 unterzeichneten Union Pacific und Denver, Texas and Fort Worth Railroad (DTFWR) eine „offensive und defensive Allianz“. Union Pacific erhielt Zugang zu den Panhandle-Strecken als Gegenleistung dafür, dass ein signifikanter Anteil der über die Union Pacific geführten Fracht aus New York Richtung Nordwesten der USA auch über die DTFWR-Strecke geleitet wurde.
Im November 1889 änderte Union Pacific jedoch ihre Strategie und kaufte stattdessen direkt maßgebliche Anteile der kleineren Eisenbahngesellschaften in der Region Panhandle, darunter der DTFWR. Diese Anteile wurden zu einer neuen Einheit namens Union Pacific, Denver and Gulf Railway zusammengefasst, die 1898 mit weiteren Unternehmen fusioniert wurde, woraus die Colorado and Southern Railway entstand.